# ジュール・ゲード

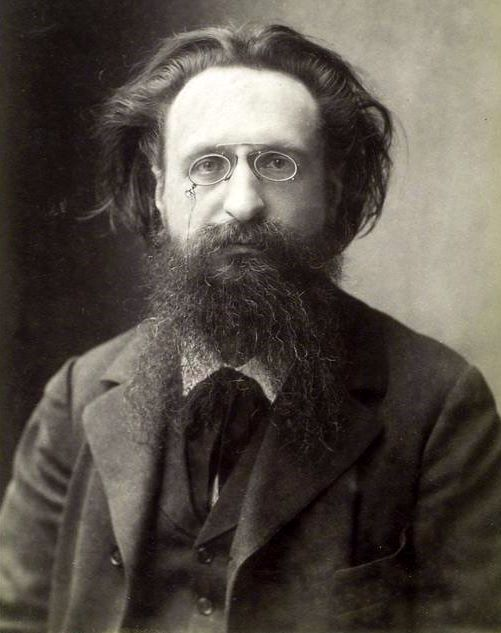
J・ゲード

ジュール・ゲード（Jules Guesde、1845年11月11日－1922年7月28日）は、フランスの社会主義者、政治活動家。             

## 略歴
パリのサン＝ルイ島に生まれる。内務省の事務員として働くが、1870年に勃発した普仏戦争の時にはモンペリエで『Les Droits de l'Homme』誌を編集し、1871年にはパリ・コミューンを支持したため刑事訴追されジュネーヴへ亡命する。そこでフランスの情勢についてカール・マルクスの書いた記事を読み、感銘を受ける。1876年に帰国して週刊紙『エガリテ　Égalité』を創刊・編集した。そのほかに『Le Cri du peuple』『Le Socialiste』などの雑誌も発行。1878年にはフランスのマルクス派の代表として第一インターナショナルに参加し、6ヶ月投獄されている。ポール・ラファルグとその義父マルクスと密接に連携し、「集産主義」を標榜する労働党の綱領を執筆、1880年のル・アーブル大会で承認を得て正式に結党した。しかし、翌年のランス会議では選挙の失敗を受けてゲードらの提出した非妥協的な綱領は、ブノワ・マロンやポール・ブルスなどの「ポッシビリスト」によって挑戦されている。サンテティエンヌ会議で双方の立場の違いが明らかになり、ブルジョワ政府への協力を拒否するゲードは改良主義に対抗するグループを形成、ポッシビリスト派やブランキストなどと論争を展開した。
ゲードの主義は北部とパ・ド・カレーの鉱業地帯で地盤を得た。1893年にはリール市から下院に選出され1921年まで活動しキリスト教社会主義や急進派をしのぐ勢力を保つ。1899年、保守派のルソー内閣に社会主義者ミルランが入閣すると、ゲードはこれを批判、1901年には入閣反対で立場を同じくするブランキスト系のエドゥアール・ヴァイヤン（Édouard Vaillant）率いる革命的社会党と合同しフランス国社会党を結成した。さらに1904年、第2インターナショナルのアムステルダム大会でゲードは社会主義者の入閣を弁護するジャン・ジョレスを批判し、ミルランが内閣に入ることでフランスの社会主義者は政府の軍事予算や帝国主義の全機構を是認することになってしまったと論じ、各派の賛同を得た。この結果、大会が社会主義者の入閣を否定する声明を採択したため、ゲードはジョレスら穏健派と合同し1905年のフランス社会党の創立に参加した。
1914年に第一次世界大戦が始まり、ジョレスが暗殺されたその日にフランス社会党は軍事公債に投票し、ゲードはジャコバン時代などを例に出し、愛国主義が高まる時期に革命は起こすべきでないという結論を出す。そこで対ドイツ戦争を支持し、戦時政府に入閣し、無任所相として1916年まで務めた。1917年から起こったロシア革命政府の推移を見守りつつ、サン＝マンデで死去した。ゲード派は共産党が分裂した後の社会党内で最左派を形成した。
ゲードは「マルクス主義者」を自称したが、これが「マルクス主義」の積極的な意味での最初の用例である。マルクスが、ゲードらに対して「私はマルクス主義者ではない」と語ったことは有名である。

## 著作
- " Commune de 1871 " (1936年)
- " Essai de catéchisme socialiste " (1878
- " Le socialisme au jour le jour " (1899
- " Le collectivisme : conférence à la société d'études économiques et politiques de Bruxelles le 7 mars 1894 " (1900年)
- " Quatre ans de lutte de classe à la Chambre : 1893-1898 " (1901年）